# TNA Epics
TNA Epics was een televisieprogramma in het professioneel worstelen dat geproduceerd werd door Total Nonstop Action Wrestling (TNA). Het programma werd uitgezonden op Spike in de Verenigde Staten en op Bravo in het Verenigd Koninkrijk. De show werd gehost door Mick Foley en toonde wedstrijden en evenementen uit de geschiedenis. Dit programma is vergelijkbaar met WWE Vintage.
Het programma werd later vrijgegeven op Impact Plus.

## Geschiedenis

### Bravo (2009)
TNA Epics werd oorspronkelijk uitgezonden op Bravo in het Verenigd Koninkrijk voordat het werd uitgezonden in de Verenigde Staten. De show was een kans voor Britse TNA-fans om voor het eerst klassieke TNA-wedstrijden en -evenementen te zien sinds TNA ondertekend met Bravo en Classic TNA-shows werden niet meer vertoond op The Wrestling Channel . Op 26 juni 2009, werd de uitzendtijd van TNA Epics op Bravo verplaatst naar zaterdag om 23.00 uur, wat betekent dat TNA Epics nu zou worden vertoond na de Britse vertoning van TNA Impact!. Epics verdween van de televisie in het VK toen de aflevering van 11 juli 2009, waarin "The Best of Jeff Hardy in TNA" zou verschijnen, van de televisielijsten werd gehaald voordat deze werd uitgezonden. De status van de show bleef onbekend totdat het werd aangekondigd te worden geannuleerd op 2 augustus 2009, minder dan drie maanden vanaf het begin. De ontwikkelde afleveringen zijn echter nog steeds beschikbaar op televisie in Duitsland, Oostenrijk en Zwitserland.

### Spike (2010)
Op 3 december 2009 postte TNA Wrestling een interview-video met Dixie Carter. Ze kondigde aan dat TNA Epics zou debuteren op Spike. Later werd er onthuld dat de show begon op 14 januari 2010 en een keer per maand op de donderdag werd uitgezonden. Maar later werd er aangekondigd dat de show naar maandagnacht werd verplaatst na iMPACT! op 15 maart 2010. Daarna werd het weer verplaatst naar 16 maart 2010.

### Extreme Sports Channel (2010)
Op 19 november 2009 begon TNA weer uit te zenden voor het Verenigd Koninkrijk op Extreme Sports Channel. Epics werd elke vrijdagavond uitgezonden op Extreme Sports Channel, na TNA Xplosion om 22.00 uur en 23.00 uur. De uitvoering van de show op Extreme eindigde op 31 december 2010 toen het contract van TNA met Extreme Sports eindigde en alle TNA-programmering verhuisde naar Challenge.

### Streamingdiensten
Op 19 september 2016 begon Impact Wrestling met het uitzenden van uitgezonden en niet-uitgezonden programma's van TNA Epics op Impact Plus en Pluto TV.